# 日本を元気に!あなたの街のささえびと
『日本を元気に!あなたの街のささえびと』（にっぽんをげんきに!あなたのまちのささえびと）は、2021年4月から2022年3月までニッポン放送など全国のAMラジオ局で放送された企画ネット番組である。トヨタ自動車が一社提供した。

## 概要
前身番組の『トヨタ街角ステーション』（街角ステーション）は、トヨタ自動車販売店からの中継放送がコロナ禍により2020年4月以降中断していたが、2021年3月末で企画ネットを終了した。代替の当番組は、コロナ禍でも地元、地域、街を元気にしようと頑張る『ささえびと』を紹介してSDGsなど社会的話題も扱ったが、コロナ禍は収束せず1年で終了した。

## 前身番組との相違点
当番組は前身の『街角ステーション』と下記の相違点があった。
- 『街角ステーション』は独自のサブタイトルをつけるラジオ局が少なからず存在したが、当番組は企画ネット参加局の全てが同一タイトルで統一していた。
- 『街角ステーション』はトヨタ自動車が一社提供して番組の冠スポンサーとなっていたが、当番組は番組名に冠スポンサーがない。
- 『街角ステーション』はトヨタディーラーから中継の代替として番組内でトヨタのインフォマーシャルを不定期に放送したが、当番組は一部の例外を除き放送しなかった。

## 参加局
原則として、NRNに加盟するAMラジオ局で放送された。中京広域圏はNRNシングルネット局の東海ラジオではなく、『街角ステーション』時代から一貫してJRNシングルネット局のCBCラジオで放送された。
S：ゲストがスタジオ生出演（電話出演の場合あり）、R：ラジオカーで生中継
| 放送対象地域  | 放送局名     | 放送日時           | S | R | 内包番組                                      |
| ------------- | ------------ | ------------------ | - | - | --------------------------------------------- |
| 北海道        | STVラジオ    | 金曜 14:30 - 14:40 |   | ● | まるごと!エンタメ〜ション                     |
| 青森県        | 青森放送     | 木曜 13:30 - 13:40 |   | ● | GO!GO!らじ丸                                  |
| 岩手県        | IBC岩手放送  | 木曜 16:05 - 16:15 | ● |   | ワイドステーション                            |
| 宮城県        | 東北放送     | 木曜 15:40 - 15:49 |   | ● | GoGoはみみこい ラジオな気分                   |
| 秋田県        | 秋田放送     | 金曜 13:26 - 13:35 |   | ● | まちなかSESSION エキマイク                    |
| 山形県        | 山形放送     | 木曜 14:00 - 14:10 | ● |   | ゲツキンラジオ ぱんぱかぱ〜ん                 |
| 福島県        | ラジオ福島   | 金曜 10:40 - 10:50 | ● |   | スマイル!                                     |
| 関東広域圏    | ニッポン放送 | 金曜 16:45 - 16:54 |   | ● | うどうのらじお                                |
| 山梨県        | 山梨放送     | 木曜 10:30 - 10:40 |   | ● | はみだし しゃべくりラジオ キックス            |
| 新潟県        | 新潟放送     | 木曜 10:10 - 10:20 |   | ● | 近藤丈靖の独占!ごきげんアワー                 |
| 長野県        | 信越放送     | 木曜 15:20 - 15:30 | ● |   | MiXxxxx+                                      |
| 静岡県        | 静岡放送     | 木曜 15:30 - 15:40 |   | ● | 内山絵里加のふくわうち                        |
| 富山県        | 北日本放送   | 木曜 10:30 - 10:40 | ● |   | とれたてワイド朝生!                           |
| 石川県        | 北陸放送     | 木曜 14:22 - 14:30 |   | ● | おいね★どいね                                 |
| 福井県        | 福井放送     | 木曜 10:50 - 11:00 |   | ● | 良ーいドン!!                                  |
| 中京広域圏    | CBCラジオ    | 金曜 14:45 - 14:55 |   | ● | 北野誠のズバリ                                |
| 近畿広域圏    | MBSラジオ    | 金曜 12:20 - 12:27 |   | ● | 松井愛のすこ～し愛して♥                       |
| 和歌山県      | 和歌山放送   | 金曜 15:20 - 15:30 |   | ● | つながるワイド しそまるの全開!金曜日          |
| 鳥取県 島根県 | 山陰放送     | 金曜 13:30 - 13:40 | ● |   | 午後はドキドキ!                               |
| 岡山県        | RSK山陽放送  | 木曜 13:30 - 13:40 |   | ● | あもーれ!マッタリーノ                         |
| 広島県        | 中国放送     | 金曜 13:30 - 13:40 |   | ● | おひるーなフライデー ひるうたマガジン         |
| 山口県        | 山口放送     | 木曜 14:05 - 14:15 |   | ● | お昼はZETTAI ラジTIME                         |
| 徳島県        | 四国放送     | 金曜 10:42 - 10:50 |   | ● | ラジオ大福                                    |
| 香川県        | 西日本放送   | 金曜 13:45 - 13:55 |   | ● | 金曜ワイド 笑いよん 泣っきょん 聞っきょんな〜 |
| 愛媛県        | 南海放送     | 金曜 15:20 - 15:30 |   | ● | TiPS!                                         |
| 高知県        | 高知放送     | 金曜 15:10 - 15:20 | ● |   | ぶちぬきFRIDAY                                |
| 福岡県        | 九州朝日放送 | 金曜 13:38 - 13:48 | ● |   | PAO〜N                                        |
| 佐賀県 長崎県 | 長崎放送     | 金曜 14:40 - 14:45 |   | ● | ひるかラ!MIX                                  |
| 熊本県        | 熊本放送     | 金曜 12:32 - 12:39 |   | ● | 塚原まきこの福ミミらじお                      |
| 大分県        | 大分放送     | 金曜 15:30 - 15:40 | ● |   | 情熱ライブ!Voice ときめきアフタヌーン         |
| 宮崎県        | 宮崎放送     | 木曜 13:35 - 13:45 | ● |   | GO!GO!ワイド                                  |
| 鹿児島県      | 南日本放送   | 木曜 12:10 - 12:20 |   | ● | えっちゃんのたんぽぽ倶楽部                    |
| 沖縄県        | ラジオ沖縄   | 金曜 16:05 - 16:10 |   | ● | 華華天国                                      |